# Лунен
Лунен (на китайски: 龙岩; на пинин: Lóngyán) е градска префектура в провинция Фудзиен, югоизточен Китай. Административен център е Синлуо.
Площта ѝ е 19 069 квадратни километра, а населението – около 2 560 000 души (2010). Климатът е влажен субтропичен, а 78% от територията на префектурата е заета от гори. Жителите на градовете са главно от етническата група хокло, а в планинските области на запад – хакка.